# Communauté de communes des Coteaux de Beauville
La communauté de communes des Coteaux de Beauville était une communauté de communes française, située dans le département de Lot-et-Garonne et la région Aquitaine.

## Composition
| - Beauville - Blaymont - Cauzac | - Dondas - Engayrac - Saint-Martin-de-Beauville | - Saint-Maurin - La Sauvetat-de-Savères - Tayrac |

## Compétences

### Compétences obligatoires
- Aménagement de l'espace
- Développement économique

## Historique
En 2013, elle a fusionné avec la Communauté de communes des Deux Séounes, formant la Communauté de communes Porte d'Aquitaine en Pays de Serres.